# Erebia nicochares
Erebia nicochares är en fjärilsart som beskrevs av Hans Fruhstorfer 1918. Erebia nicochares ingår i släktet Erebia och familjen praktfjärilar. Inga underarter finns listade i Catalogue of Life.